# 广福寺遗址
广福寺遗址，是位于中国福建省宁德市蕉城区蕉北街道米筛坪村的一个五代古遗址，宁德县人民政府于1980年11月将其公布为首批县级文物保护单位。
广福寺占地面积约1300平方米，原建筑始建于后梁乾化二年（912年），1984年在原址重建弥勒殿、大雄宝殿、观音堂、斋堂等建筑，现存后梁乾化三年造的石构佛坛。